# Brandsta City Släckers
A Brandsta City Släckers egy svéd zenekar, Helsingborgban alakultak, 1994-ben. Frontemberük Glen Borgkvist. 2002-ben és 2003-ban szerepeltek a Svéd Dalfesztiválon, Kom och ta mig és 15 minuter című számaikkal, melyek mindmáig a legnépszerűbbek közé tartoznak.

## Tagjai
- Glenn Borgkvist
- Olle Östberg
- Mats Nilsson
- Uffe Johansson
- Tom Börjesson

## Lemezeik
- En riktig man (1999)
- Rök 'n' Roll (2001)
- 15 minuter (2003)